# Erpe-Mere
Erpe-Mere là một đô thị ở tỉnh Oost-Vlaanderen. Đô thị này bao gồm các thị xã Aaigem, Bambrugge, Burst, Erondegem, Erpe, Mere, Ottergem và Vlekkem. Tại thời điểm ngày 1 tháng 1 năm  2006 Erpe-Mere có tổng dân số 18.978 người. Tổng diện tích là 34,03 km² với mật độ dân số là 558 người trên mỗi km². Thị trưởng hiện tại của Erpe-Mere is Etienne Lepage, đảng CD&V (Dân chủ Thiên Chúa giáo).